# Taenaris electra
Taenaris electra är en fjärilsart som beskrevs av Hans Fruhstorfer 1904. Taenaris electra ingår i släktet Taenaris och familjen praktfjärilar. Inga underarter finns listade i Catalogue of Life.